# وتلی بازار
وتلی بازار (به انگلیسی: Vattoli Bazaar) یک زیستگاه انسانی در هند است که در Kozhikode district واقع شده‌است.